# Aleksandros Kachrimanis
Aleksandros Kachrimanis (gr. Αλέξανδρος Καχριμάνης; ur. w 1956 w Janinie) – grecki samorządowiec, od 2011 roku gubernator Epiru. W latach 2003–2010 był prefektem Janiny, a od 1991 do 2002 burmistrzem Metsowa.

## Życiorys
Ukończył Szkołę Podstawową Kaplanio i Liceum Zosimaia w Janinie. Uzyskał tytuł inżyniera w dziedzinie mechaniki i elektroniki na Politechnice Narodowej w Atenach. W 1982 roku założył własną działalność gospodarczą.

### Działalność polityczna
Zaangażował się w działalność polityczną w ramach Nowej Demokracji. W 1983 roku został wybrany radnym Metsowa, a w 1986 roku został wybrany przewodniczącym rady gminy, którym pozostał przez cztery lata. W 1990 roku został członkiem Komitetu Sterującego Lokalnego Związku Gmin Prefektury Janina. W 1991 roku wybrano go burmistrzem Metsowa, stanowisko to pełnił do 5 kwietnia 2002 roku. W wyborach samorządowych w 2002 roku został natomiast wybrany prefektem Janiny, a w wyborach w 2006 roku uzyskał reelekcję.
W wyborach samorządowych w 2010 roku został wybrany gubernatorem Epiru, kandydując z ramienia koalicji ND i Ludowego Zgromadzenia Prawosławnego uzyskał 97 667 głosów (55,04%). W wyborach w 2014 roku uzyskał reelekcję w pierwszej turze (jako jedyny z gubernatorów w całym kraju), otrzymał wówczas 50,88 głosów. Został wybrany sekretarzem Związku Regionów Grecji. W 2019 roku ponownie wybrano go gubernatorem, w pierwszej turze otrzymał 57% głosów. Został także wybrany drugim wiceprzewodniczącym Związku Regionów Grecji. W wyborach w 2023 roku otrzymał 109 738 głosów (54,71%) ponownie zostając wybranym gubernatorem w pierwszej turze.